# Shelagh Donohoe
Pour les articles homonymes, voir Donohoe.
Shelagh Donohoe est une rameuse américaine née le 22 janvier 1965 à Lowell (Massachusetts).

## Biographie
Elle dispute les épreuves d'aviron aux Jeux olympiques d'été de 1992 à Barcelone où elle remporte une médaille d'argent en quatre sans barreur (avec Amy Fuller, Cindy Eckert et Carol Feeney).

## Palmarès

### Jeux olympiques
- Jeux olympiques d'été de 1992 à Barcelone
  -  Médaille d'argent en quatre sans barreur

### Championnats du monde
- Championnats du monde d'aviron 1990 au lac Barrington
  -  Médaille d'argent en huit

- Championnats du monde d'aviron 1991 à Vienne
  -  Médaille d'argent en quatre sans barreur